# Disphragis gunensis
Disphragis gunensis is een vlinder uit de familie tandvlinders (Notodontidae).
De wetenschappelijke naam van de soort is voor het eerst geldig gepubliceerd in 2010 door Paul Thiaucourt.

## Type
- holotype: "male"
- instituut: MNHN Parijs, Frankrijk
- typelocatie: "Ecuador, Cañar, ancienne route Gun-El Triomfo, parochie Chontamarca, 500 m"